# Ханна Форстер
Ханна Дж Форстер (народилася наприкінці 1950 — х років) — гамбійська активістка, що опікується захистом прав людини.

## Життєпис
Форстер відвідувала підготовчу школу св. Йосипа та середню школу св. Йосипа.
Після короткої роботи в офісі вона працювала в Гамбійській національній бібліотеці. Потім вона закінчила Університет Гани за спеціальністю бібліотекознавство. Другу вищу освіту Ханна Форстер здобула в Університеті Лафборо у Великій Британії зі ступенем бакалавра в галузі бібліотечних та інформаційних наук. У Школі перспективних досліджень Сант'Анна вона здобула ступінь магістра з прав людини та управління конфліктами.
Приблизно з 1990 року вона працювала в Африканський центр вивчення демократії та прав людини (ACDHRS). Після раптової смерті Зоє Тембо, вона була призначена директором інституту 12 березня 2001 року. На момент призначення вона була найактивнішою працівницею. До призначення на цю посаду, Ханна Форстер очолювала Гамбійську бібліотечно-інформаційну службу, яка координує діяльність Гамбійської національної бібліотеки.
Окрім своєї роботи в ACDHRS, вона бере участь у кількох інших організаціях. З 2006 року Ханна Форстер була головою Африканського форуму демократії, є членом керівного комітету Всесвітнього руху за демократію та членом Ради Спільноти демократій та солідарності за права африканських жінок (SOAWR). З 1992 по 2009 роки Ханна Форстер працювала консультантом інформаційно-документаційної системи прав людини (HURIDOCS). З 2004 по 2010 рік вона також працювала викладачкою в Центрі з прав людини Університету Преторії.
У 2007 році Ханна Форстер отримала премію Найхоробріша жінка світу від Державного департаменту США, яку вручив їй американський посол в Гамбії Джозеф Д. Стаффорд .
Форстер одружений і має дітей.